# صدف‌های برجکی
صدف‌های برجکی (نام علمی: Turritellidae) نام یک تیره از بالاخانواده شاخی‌واران است.